# 동아시아의 별자리
3원 28수의 체계로 대표되는 동아시아의 별자리는 한국을 비롯하여 중국, 베트남, 일본에서 현대 천문학이 보급되기 전까지 수천 년 간 관측 기록에 쓰였다.
중국어권에서는 현대에도 항성의 이름을 부를 때 이 별자리 체계에 근거한 이름을 그대로 사용하며(가령 天津四(Tiānjīnsì):데네브) 한국의 경우, 《삼국사기》, 《고려사》, 《조선왕조실록》을 비롯한 많은 서적에 이 별자리 체계를 이용한 천문현상의 관측 내용이 기록되어 있어서 과거에 일어났던 천문현상을 연구하는 데에도 귀중한 자료로 쓰이고 있다.

## 별자리 체계

동아시아 별자리 표기를 한 현대 성도. (간체자)

### 3원
3원(三垣)은 '세 개의 울타리'라는 의미로, 세 쌍의 울타리로 구분되며 이들 울타리를 포함하는 별자리의 집단을 의미한다. 이들은 모두 황도 안쪽을 차지하고 있다.
- 태미원(太微垣)은 봄철 저녁 하늘에 자리잡았다. 천자의 뜰이 되며, 명령을 정비하고 집행하는 역할을 한다. 서양 별자리로는 처녀자리와 사자자리에 걸쳐 있다. 삼태성이 이에 속한다.
- 자미원(紫微垣)은 하늘의 북극을 중심으로 자리잡았다. 북극성은 태제에 해당되며, 천자가 거하는 자미궁(紫微宮)으로도 불린다. 북두칠성이 이에 속한다.
- 천시원(天市垣)은 여름철 저녁 하늘에 자리잡았다. 형벌 및 도량형을 공평하게 하고, 사람을 모으는 일(시장 등)을 주관한다. 천시원은 서양 별자리로는 뱀주인자리와 그 주변에 해당된다.

### 28수
28수(二十八宿)는 삼원을 제외한 전 하늘을 나누고 있는 28개의 별자리군이다.
동양의 하늘 모습은 정말로 인간 세상을 그대로 하늘에 올려놓은 것 같다. 하늘도 땅과 같이 중앙을 상제이 다스리고 여러 제후들이 땅을 나누어서 지배하고 있다고 여겼다. 그러므로 동양의 별자리는 대부분 관직이나 인간 세상의 사는 모습과 관련이 있다. 여기서 제후에 해당하는 별자리가 바로 28수이다. 28수는 주위의 많은 별자리들을 지배한다. 동양에는 예로부터 네 방향을 지배하고 보호하는 사신(四神)이 있었다. 각 별자리군의 구분은 적경선에 의하며, 각각에 배정된 주천도수는 일정하지 않다.
7개씩 묶어 청룡.주작.백호.현무의 4방신을 이루며, 각 별자리군을 대표하는 별자리 7개가 모여 이들의 형상이 된다.
각 사방신에 속하는 별자리는 다음과 같다.
- 청룡 - 각(角), 항(亢), 저(氐), 방(房), 심(心), 미(尾), 기(箕)
- 현무 - 두(斗), 우(牛), 여(女), 허(虛), 위(危), 실(室), 벽(壁)
- 백호 - 규(奎), 루(婁), 위(胃), 묘(昴), 필(畢), 자(觜), 삼(參)
- 주작 - 정(井), 귀(鬼), 류(柳), 성(星), 장(張), 익(翼), 진(軫)

### 근남극성구
근남극성구(近南極星區)는 본래 별자리 체계에 포함되지 않았던 천구남극 주변의 별자리군이다.
본래 천구남극 주변의 별들은 중국에서 관측되지 않기 때문에 3원 28수 체계에 포함되지 않았다. 그러나 명 말기에 서광계가 유럽의 성도를 기반으로 하여 천구남극 주변의 별자리 23개를 정하였다.

## 한국의 별자리
한국의 별자리는 중국의 별자리와 유사하나 별자리 형태나 별의 숫자 등 세부적인 내용에서 다소 차이가 있다.

### 관측
기록이 남아 있는 삼국시대 초기부터 이미 별자리를 기준으로 관측하였다. 신라본기, 고구려본기, 백제본기, 고려사의 지(志), 역대의 조선왕조실록에 상세한 관측기록이 있다.

### 천문도
- 조선 태조 초에 제작된 전천천문도인 '천상열차분야지도'는 현존하는 세계에서 2번째로 오래된 석각천문도로, 전 왕조에 걸쳐 중히 여겨 널리 보급되었다. 천상열차분야지도는 별의 위치나 측정된 값으로 그 원본이 기원 전·후에 제작되었다고 추정되고 있다.
- 천상열차분야지도의 별자리를 그려 넣은 보천가가 출간되었으며, 조선 세종 때에 각 별자리와 각종 천문현상에 대한 설명에 별자리 그림을 곁들인 《천문류초》가 이순지에 의해 저술되었다.
- 조선 철종 때에는, 별의 위치와 밝기가 세월이 오래됨에 따라 달라져 새로운 위치로 측정하여 기록한 《성경》이 남병길에 의해 제작되었다.

### 별과 관련된 신앙
- 각 지방에는 연초나 중간에 별자리를 보고 풍.흉을 점치는 풍습이 남아 있다.
- 청동기 유적인 고인돌의 석판에 하늘의 별이 종종 그려져 있는 것이 발굴되며, 고구려, 고려, 조선 시대에 만들어진 무덤의 벽과 천장에는 사방신을 비롯한 별자리들이 그려졌다.
- 해마다 시일을 정하여 영성, 노인성 등 별자리에 제사를 지냈다.
- 각종 성황, 사당과 연계하여 칠성, 삼태, 태을, 천황 등의 별과 관련된 토속신앙이 생활과 관련을 맺고 있었으나, 이러한 전통은 점차 사라지고 있다.

## 중국의 별자리
- 최초의 기록은 기원전 100년경에 씌여진 《사기》의 천관서에 등장하는 118개의 별자리이며, 발굴된 유물로는 기원전 5세기경의 증후을묘(曾侯乙墓)의 칠기상자에 그려진 28수가 있다.
- 수나라의 단원자 또는 당나라의 왕희명에 의해 보천가가 지어졌다.
- 현존하는 별자리 그림으로는 당나라 초기 이후에 그려진 것으로 추정되는 둔황성도가 가장 이른 것으로 여겨지고 있으며, 송나라 때(1247년)에 새겨진 현존하는 가장 오래된 전천천문도이자 석각천문도인 '소주천문도'(蘇州天文圖)가 있다.

## 일본의 별자리
- 기토라 고분에서는 무덤 천장에 천상열차분야지도와 유사한 별그림이 발견되었는데, 관련 유적의 비교로부터 고구려로부터 유래한 것으로 추측되었다.[2]
- 에도 시대에는 한국과 중국의 별자리의 중간 형태에 독자적인 별자리를 추가한 별자리 서적(平天儀圖解)이 출간되었다.
- 천상열차분야지도를 본뜬 천상열차지도가 그려지기도 하였다.

## 같이 보기
- 천상열차분야지도
- 28수

## 참고 문헌
- 이순지, 《천문류초》, 규장각, 조선초
- 안상현, 《우리가 정말 알아야 할 우리 별자리》, 현암사, 2000